# Línia 1 del metro de Madrid
La Línia 1 del metro de Madrid és una línia de ferrocarril metropolità de la xarxa del metro de Madrid. Aquesta línia connecta les estacions de Pinar de Chamartín i Valdecarros.